# Axenus ochraceus
Axenus ochraceus är en fjärilsart som beskrevs av H. Edwards 1875. Axenus ochraceus ingår i släktet Axenus och familjen nattflyn. Inga underarter finns listade i Catalogue of Life.